# Raad van Inheemse Volken van Honduras
De Raad van Inheemse Volken van Honduras (Spaans: Consejo Cívico de Organizaciones Populares e Indígenas de Honduras, COPINH) is een Hondurese organisatie, opgericht op 27 maart 1993. De organisatie houdt zich bezig met de verdediging van het milieu in Intibucá en de verdediging van de inheemse Lenca. COPINH is een protestbeweging. De antropoloog Mark Anderson omschrijft de beweging als een ‘centrale kracht’. COPINH neemt het op voor de inheemse bevolking, bijvoorbeeld in conflicten over grondstoffen. Ze is tegen neoliberaal economisch beleid en omschrijft dat als ‘plunderen en herkoloniseren van het land’. De organisatie heeft actie gevoerd tegen privatisering van het drinkwater, stuwdammen en het buitenlandbeleid van de Verenigde Staten.

## Berta Cáceres en andere activisten
Oprichter van COPINH is Berta Cáceres. Ze leidde veel acties, onder meer om de aanleg van de waterkrachtcentrale van Agua Zarca te stoppen. Berta Cáceres werd doodgeschoten, haar lichaam werd in haar huis gevonden op 3 maart 2016. Eerder had ze al doodsbedreigingen ontvangen. Op 8 juli 2016 zei veiligheidssecretaris Julian Pacheco dat de regering had gefaald wat betreft de bescherming voor Cáceres.  
Mede vanwege de moord op Cáceres deed het Inter-Amerikaans Hof voor de Rechten van de Mens een beroep op de Hondurese regering om COPINH-leden te beschermen. Intussen bleven activisten gevaar lopen. Halverwege maart 2016 ontruimden de autoriteiten een landbezetting door COPINH. Dat was in Río Chiquito, Rio Lindo (Córtes). Gemeenschapsleider Nelson García (ook een Lenca) werd vermoord toen hij onderweg was naar huis. Hij werd vier keer in het gezicht geschoten. Een paar weken later maakten de Nederlandse ontwikkelingsbank FMO en FinnFund bekend dat ze de financiering voor het Agua Zarca-project zouden opschorten.
In juli 2016 werd Lesiba Yaneth, ook een COPINH-lid, vermoord. Binnen een week na de moord werden er drie verdachten opgepakt. Ze was tegen het Aurora-project voor hydro-elektriciteit, dat gepland stond in de gemeente San Jose, La Paz (departement), Honduras. Dat project was erg belangrijk voor de regering. De vicepresident van het Nationale Congres, Gladys Aurora Lopez, zou “directe banden” met Aurora hebben.

## Vroege geschiedenis: 1993 - 1998
De organisatie heette eerst het Burgercomité van Volksorganisaties van Intibuca (Spaans: Comité Civico de Organizaciones Populares de Intibucá). Kort daarop verlegde de organisatie haar aandacht naar de Lenca. In 2004 werd de bedrijfsgeschiedenis beschreven. Daarin stond hoe de Lenca ‘hun inheemse karakter ontdekten, een karakter van verzet en nationale identiteit’. In 1994 ging de organisatie  een samenwerkingsverband aan met de Confederatie van Autochtone Hondurese Volkeren (CONPAH). In dat jaar werd ook de Nationale Inheemse Lenca-organisatie van Honduras (OLINH) opgericht. De oprichters van OLINH wilden namelijk meer samenwerken met de regering en multilaterale organisaties. In 1998 kreeg COPINH zijn huidige naam.
In 1994 organiseerde COPINH een protestmars naar de Hondurese hoofdstad Tegucigalpa. COPINH eiste onder andere erkenning van inheems zelfbestuur door inheemse gemeenschappen. Verder eiste de organisatie een regeringsmoratorium op houtkap en een onderzoek naar geweld tegen de inheemse bevolking. De Hondurese regering ondertekende een overeenkomst van 48 punten als antwoord op de protesten. In oktober 1997 vernielden 150 Lenca-demonstranten een standbeeld van Christoffel Columbus in Tegucigalpa. Salvador Zuniga en Candido Martinez namen de verantwoordelijkheid voor vernielen van het standbeeld.  Ze wilden een daad stellen; het standbeeld stond volgens hen symbool voor de exploitatie van de inheemse bevolking. Zuniga zei: “Het lijkt alsof machthebbers in klei er meer toe doen dan echte problemen van de inheemse bevolking. Als er recht is, worden we vrijgelaten. Maar we hebben geen spijt van het waardige protest op 12 oktober.”